# نظام ملفات القشرة الآمنة
نظام ملفات القشرة الآمنة SSHFS (بالإنجليزية: Secure Shell Filesystem), هو عبارة عن عميل نظام ملفات يستخدم لتحميل والتعامل مع المسارات على نظام خادم بعيد أو منصة عمل. يستخدم البرنامج بروتوكول نقل الملفات باستخدام القشرة الآمنة SSH File Transfer Protocol (SFTP)وهو عبارة عن بروتوكول شبكة يستخدم للوصول إلى الملفات وإدارتها ونقلها عن بعد باستخدام أي قناة تواصل موثوقة يعمل عليها بروتوكول القشرة الآمنة بالإصدار الثاني SSH 2.0.
يطبق حالياً SSHFS باستخدام نظام الملفات في مساحة المستخدم FUSE  بنسخة أعاد Miklos Szered تأليفها عن النسخة السابقة.

## الميزات
يقوم SFTP بتزويدنا بنظام نقل ملفات آمن ونظام إدارة ملفات بعيد آمن. عادة يمكن لعملاء بروتوكول SFTP بنقل وإدارة الملفات عن بعد إلا أنّهم غير قادرين على تحميل نظام الملفات البعيد محلياً باستخدام SFTP وحده.
باستخدام SSHFS, يمكن التعامل مع نظام ملفات بعيد على أنّه نظام ملفات محلي (كمحرك الأقراص الليزرية، الأقراص المشاركة, ...إلخ).
عند استخدام أمر يونكس ls مع sshfs في بعض الأحيان لايتم عرض مالك الملفات بشكل صحيح، إلّا أنّه يمكن إصلاح ذلك يدوياً.
لايتم استخدام sshfs عادة مع أنظمة الملفات الموزعة وبعدة مستخدمين، بل يتم استخدام ِApple Filing Protocol, نظام ملفات الشبكة, Server Message Block. ويمكن استخدام sshfs كبديل عن هذه البروتوكولات فقط في حالات تأكد المستخدم من أنّ تلك الملفات لن يتم التعامل معها كتابةً من قبل مستخدمين آخرين بنفس الوقت.
أهم فائدة من استخدام sshfs مقارنة بأنظمة الملفات الشبكية الأخرى، هي أنّه لا يتطلب أي إعدادات إضافيّة للعمل معه في حال كان المستخدم يملك وصول إلى المضيف باستخدام القشرة الآمنة SSH.

## روابط خارجية
- نظام ملفات القشرة الآمنة على موقع Open Hub (الإنجليزية)
- الموقع الرسمي